# Lumbalpunktion

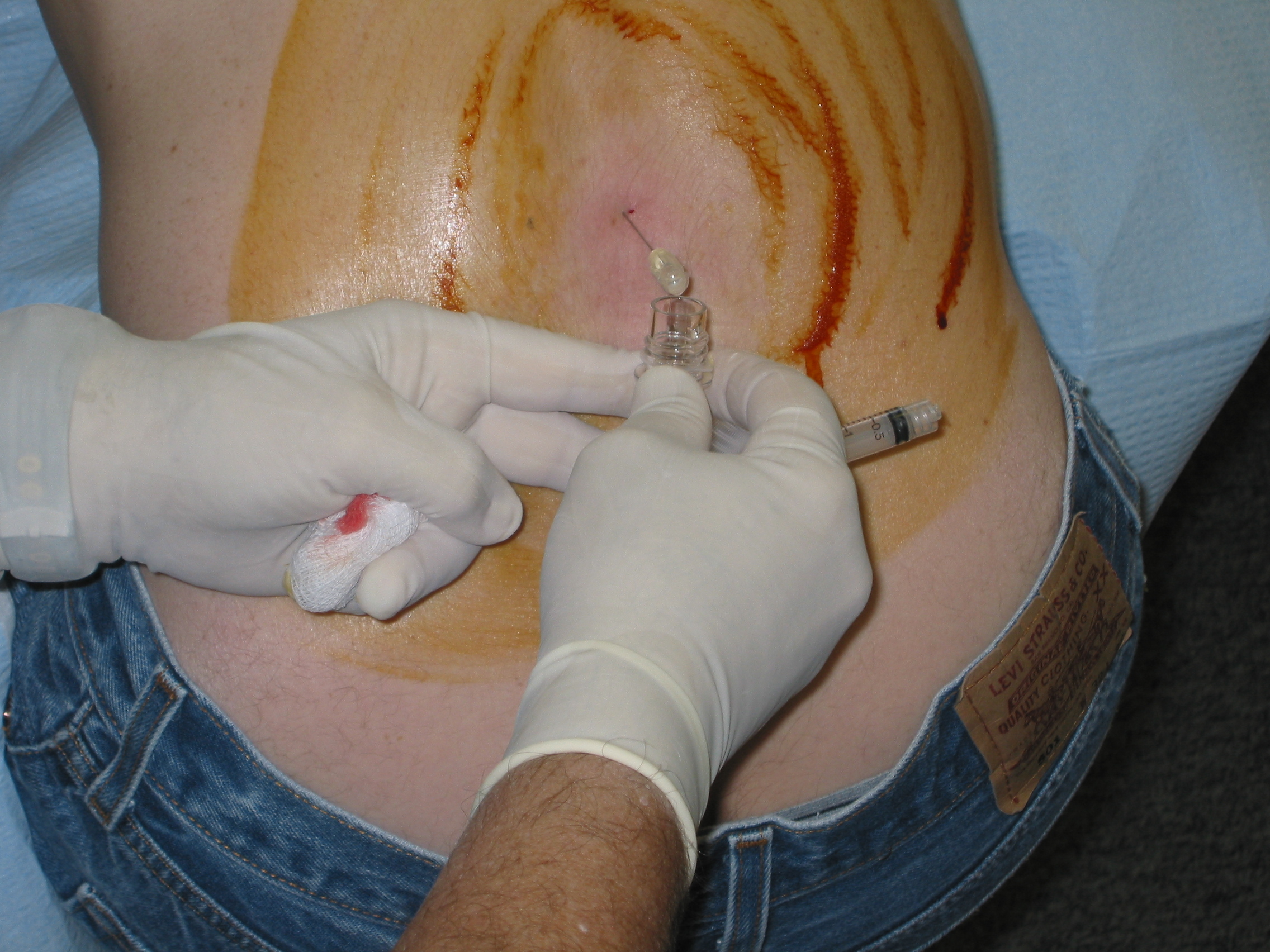
Lumbalpunktion in sitzender Position nach Hautdesinfektion

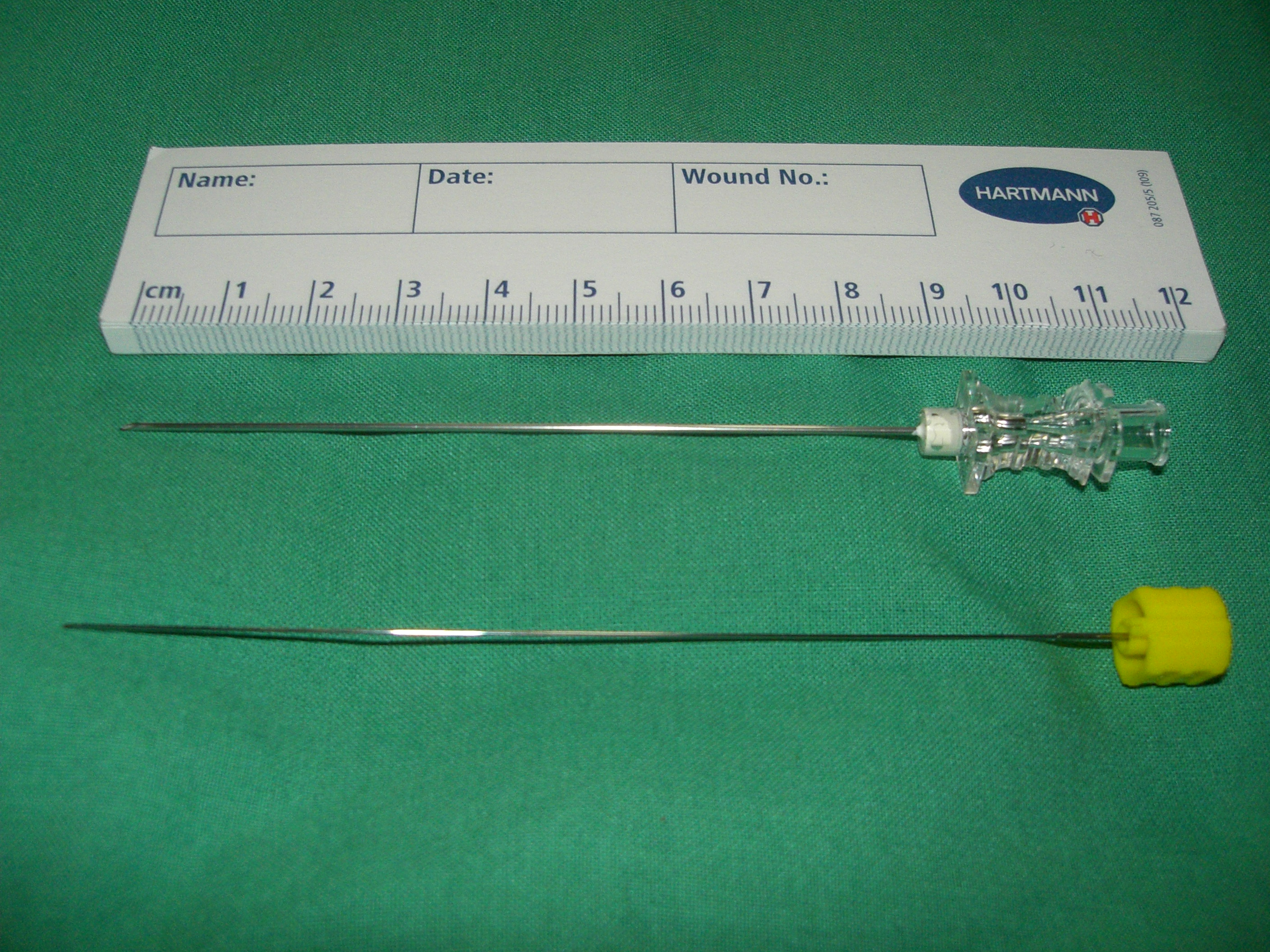
Typische Nadel zur Lumbalpunktion; die untere Nadel auf dem Bild füllt den Hohlraum der eigentlichen Kanüle beim Stechen aus und wird dann herausgezogen, damit der Liquor herauslaufen kann.

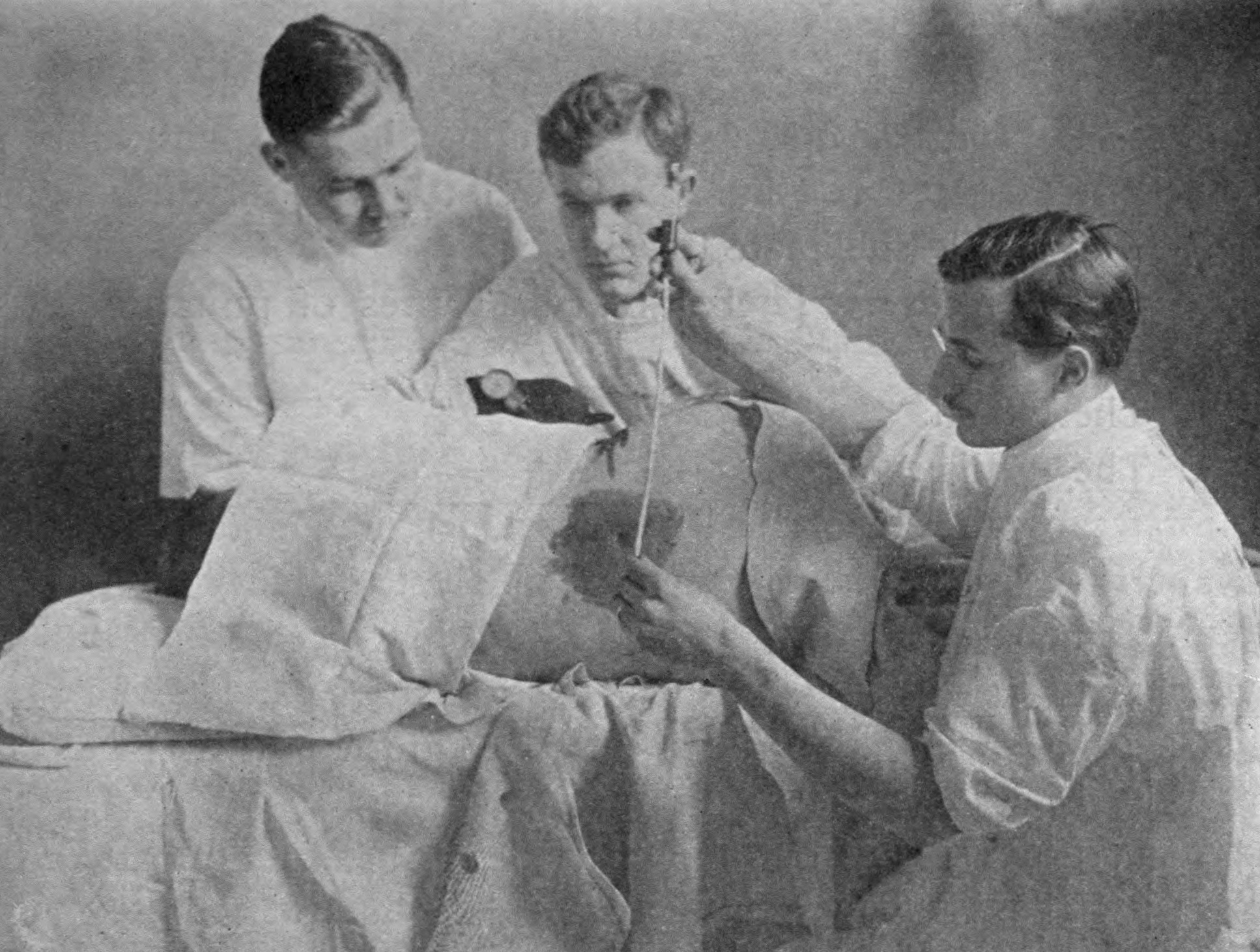
Historische Darstellung einer Lumbalpunktion mit anschließender Antiseren-Gabe, frühes 20. Jahrhundert.

Eine Lumbalpunktion (von lateinisch lumbus „Lende“) ist ein Einstich in den Lendenteil des Wirbelkanals mit Punktion des Duralsacks im Bereich der Lendenwirbel. Dabei wird eine Hohlnadel in den Lumbalkanal auf Höhe der Lende eingeführt und Nervenwasser (Liquor cerebrospinalis) entnommen. Die Lumbalpunktion ist die häufigste Form der Liquorentnahme. Der Einstichort liegt zwischen den Dornfortsätzen des zweiten bis fünften Lendenwirbels, also deutlich tiefer als das untere Ende des Rückenmarks.
Ist eine Lumbalpunktion – etwa bei Tumoren der Wirbelsäule – nicht möglich, kann Nervenwasser durch eine Subokzipitalpunktion (auch Zisternenpunktion; Punktion der Cisterna cerebellomedullaris; Einstich zwischen dem Hinterhauptsknochen und ersten Halswirbel) oder eine Ventrikelpunktion (Punktion der Hirnventrikel) entnommen werden.
Die ersten Lumbalpunktionen wurden 1885 von James Leonard Corning versucht und in Kiel 1891 von Heinrich Irenaeus Quincke angewendet, deren Technik Quincke als Erster exakt beschrieben und bekannt gemacht hat. Ebenfalls 1891 wurde Lumbalpunktion von Walter Essex Wynter durchgeführt. Ab 1898 wurden, beginnend mit August Bier, über diesen Zugangsweg zum Rückenmarkskanal Spinalanästhesien mit 0,5-prozentiger Cocainlösung durchgeführt.

## Diagnostische Anwendung
Bei Verdacht auf entzündliche und maligne Erkrankungen der Hirnhäute oder des Gehirns (Meningitis, Enzephalitis, Neurolues, Multiple Sklerose, Meningeosis carcinomatosa u. a.) sowie bei anderen Erkrankungen können durch die Liquordiagnostik wichtige Marker ermittelt werden. Beispiele sind der Nachweis von Bakterien, Tumorzellen, Leukozyten (erhöht bei Entzündungen/Infektionen), Glucose (erniedrigt bei bakteriellen Infektionen), Lactat, Blut oder freies Hämoglobin (nach Blutungen), Nachweis von Störungen der Blut-Hirn-Schranke (siehe Reiber-Schema) und oligoklonale Immunglobuline (zum Beispiel bei Multipler Sklerose). Je nach Fragestellung werden die Proben ins Labor, in die Pathologie und/oder in die Mikrobiologie versandt.
Bereits mit bloßem Auge lässt sich einiges ablesen. Ein normales Lumbalpunktat ist wasserklar, entzündlicher Liquor ist mehr oder weniger stark getrübt, ein roter oder rot tingierter Liquor ist bei frischen echten (beispielsweise bei Subarachnoidalblutungen) oder artifiziellen (durch die Punktion selbst verursachten) Blutungen zu beobachten, während nach älteren Blutungen unter Umständen eine gelbliche Verfärbung zu sehen ist.
Weiterhin kann eine Liquordruckmessung erfolgen. Hierzu wird an die Punktionskanüle ein steriles Schlauchsystem angeschlossen und mittels Lineal der hydrostatische Druck in cmH2O (Zentimeter Wassersäule) abgelesen.
Vor Erfindung neuerer bildgebender Diagnostik, insbes. Computertomografie, Magnetresonanztomografie, erfolgten Lumbalpunktionen auch zur Pneumoenzephalografie, bei der Luft in den Liquorraum geleitet wurde, um mittels Röntgenuntersuchung so Hirnstrukturen darstellen zu können. Diese Untersuchungsmethode ist heute obsolet.

## Therapeutische Anwendung
Zwischen Gehirn und der peripheren Blutbahn gibt es eine Barriere (Blut-Hirn-Schranke), die beim gesunden Menschen für einige Medikamente nicht durchlässig ist. Deshalb werden – neben Lokalanästhestika und anderen analgetisch wirksamen Medikamente, in seltenen Fällen auch Medikamente wie zum Beispiel Chemotherapeutika über die Rückenmark-Flüssigkeit appliziert (intrathekal). Diese wirken aufgrund der Liquorflussrichtung vor allem im Bereich des Rückenmarks.
Eine Liquorpunktion kann auch zur kurzfristigen Entlastung bei erhöhtem Liquordruck dienen, zum Beispiel bei Hydrocephalus malresorptivus nach Subarachnoidalblutung.

## Modifizierte Anwendung in der Anästhesie
Die Spinalanästhesie oder Lumbalanästhesie ist eine Form der Regionalanästhesie, bei der durch eine Punktion des Subarachnoidalraums mittels einer Führungskanüle eine Spinalkanüle eingeführt wird und über diese Lokalanästhetika injiziert werden können. Damit wird eine zeitweilige, umkehrbare Funktionshemmung von ausgewählten Nervensegmenten bewirkt. Sie führt (in der genannten Reihenfolge) zur Sympathikolyse, Schmerzfreiheit, Empfindungslosigkeit und Hemmung der aktiven Beweglichkeit in Teilen des Körpers. Als Anästhesieverfahren kann sie bei Operationen an der unteren Körperhälfte wie zum Beispiel bei Kaiserschnitten oder Hüftgelenksoperationen angewendet werden und ersetzt dabei eine Narkose.

## Kontraindikationen und Komplikationen
Patienten, bei denen der Verdacht auf eine Erhöhung des Hirndrucks besteht, dürfen nicht punktiert werden. Auch bei Patienten mit einer Störung der Blutgerinnung (beispielsweise aufgrund der Einnahme von Medikamenten, die die Blutgerinnung hemmen) ist eine Lumbalpunktion kontraindiziert. Der Vorgang der Punktion selbst ist meist nur wenig schmerzhaft. Die häufigste unerwünschte Nebenwirkung der Lumbalpunktion ist der postpunktionelle Kopfschmerz, der seltener auftritt, wenn atraumatische Punktionskanülen verwendet werden. Er tritt bei etwa 3–10 % der Patienten auf. Kennzeichnend für ihn ist, dass er in liegender Position abnimmt. Eine prophylaktische Bettruhe ist nicht wirksam. Der postpunktionelle Kopfschmerz klingt nach einigen Tagen von selbst ab. Häufig kommen auch vorübergehende Schmerzen über der Punktionsstelle und ausstrahlende Schmerzen im Bereich des Gesäßes und der Hüfte vor. Schwererwiegende Komplikationen wie Infektionen und Blutungen sind äußerst selten. In Einzelfällen kann die Dauer des postpunktionellen Kopfschmerzes auch bis zu 3–4 Wochen anhalten. Zudem können Übelkeit und Schwindelgefühl begleitende Nachwirkungen sein.